# Artzentales
Artzentales (Spaans: Arcentales) is een gemeente in de Spaanse provincie Biskaje in de regio Baskenland, gelegen op ongeveer 35 kilometer ten westen van Bilbao. De hoofdplaats van de gemeente is San Miguel de Linares.

## Geografie
Artzentales heeft een oppervlakte van 37 km² en telde in 2001 655 inwoners.
De gemeente bestaat uit de volgende kernen:
- Gorgolas
- San Miguel de Linares
- Santa Cruz
- Traslaviña
- Traslosheros

Aangrenzende gemeenten zijn Trucios-Turtzioz en Guriezo (Cantabrië) in het noorden, Sopuerta in het oosten, Balmaseda en Valle de Mena (provincie Burgos) in het zuiden en Valle de Carranza en Valle de Villaverde (Cantabrië) in het westen.

## Demografische ontwikkeling
Bron: INE, 1857-2011: volkstellingen
Abadiño · Abanto Zierbena · Ajangiz · Alonsotegi · Amorebieta-Etxano · Amoroto · Arakaldo · Arantzazu · Areatza · Arrankudiaga · Arratzu · Arrieta · Arrigorriaga · Artea · Artzentales · Atxondo · Aulesti · Bakio · Balmaseda · Barakaldo · Barrika · Basauri · Bedia · Berango · Bermeo · Berriatua · Berriz · Bilbao · Busturia · Derio · Dima · Durango · Ea · Elantxobe · Elorrio · Erandio · Ereño · Ermua · Errigoiti · Etxebarri · Etxebarria · Forua · Fruiz · Galdakao · Galdames · Gamiz-Fika · Garai · Gatika · Gautegiz Arteaga · Gernika-Lumo · Getxo · Gizaburuaga · Gordexola · Gorliz · Gueñes · Ibarrangelu · Igorre · Ispaster · Iurreta · Izurtza · Kortezubi · Lanestosa · Larrabetzu · Laukiz · Leioa · Lekeitio · Lemoa · Lemoiz · Lezama · Loiu · Mallabia · Markina-Xemein · Maruri-Jatabe · Mañaria · Mendata · Mendexa · Meñaka · Morga · Mundaka · Mungia · Munitibar-Arbatzegi Gerrikaitz · Murueta · Muskiz · Muxika · Nabarniz · Ondarroa · Urduña · Orozko · Ortuella · Otxandio · Plentzia · Portugalete · Santurtzi · Sestao · Sondika · Sopelana · Sopuerta · Sukarrieta · Trapagaran · Trucios-Turtzioz · Ubide · Ugao-Miraballes · Urduliz · Karrantza · Zaldibar · Zalla · Zamudio · Zaratamo · Zeanuri · Zeberio · Zierbena · Ziortza-Bolibar